# Sphaerionillum castaneum
Sphaerionillum castaneum är en skalbaggsart som beskrevs av Chemsak och Linsley 1967. Sphaerionillum castaneum ingår i släktet Sphaerionillum och familjen långhorningar.
Artens utbredningsområde är Guatemala. Inga underarter finns listade i Catalogue of Life.